# Urtica ardens
Urtica ardens là loài thực vật có hoa trong họ Tầm ma. Loài này được Link miêu tả khoa học đầu tiên năm 1822.